# 羅迪藪鶯
羅迪藪鶯（Acrocephalus rodericanus）是生活在毛里裘斯的一種属于鶯科的稀有鸟类。它是马斯克林群岛罗德里格斯岛上的特有種。牠們棲息在亞熱帶或熱帶的乾旱叢林、潮濕叢林及種植林，但卻受到失去棲息地影響。

## 描写
羅迪藪鶯可达13.5厘米长。它的背部为橄榄棕色，腹部暗黄色，喙长。在喙的下部有粉色。头上有一簇直立的羽毛。它的叫声分尖锐嘎嘎声的警报叫声和悦耳的鸣声。

## 分布和生活方式
羅迪藪鶯吃虫，它们有领地，主要生活在罗德里格斯岛中部茂密的林地里。

## 受威胁状态
羅迪藪鶯是马斯克林群岛上最稀有的鸟类。在三平方公里的生活地域上共有150只。过去它们比较多，到1970年代为止它们的数量骤减，1979年只有17只了（八对和一只单独的）。从1982年开始其数量又开始升高，从1999年至今其数量始终在150只左右。伐木、农业和牧业均使得它们生活的树林面积减小，逐渐转化成只有少数树木的草原。目前它们面临的最大的威胁是猫和鼠。

## 书籍
- ，1976年出版，LABAMA HOUSE, Port Louis, Mauritius